# Code 93

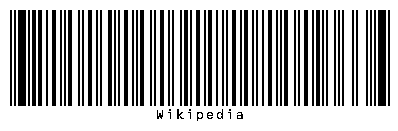
Código 93 código de barras de Wikipedia

El código de barras Code 93 fue diseñado en 1982 por Intermec para lograr una mayor densidad de datos en el código Code 39.
Code 93 primariamente fue usado por el servicio postal canadiense.
Es alfanumérico, de longitud variable.
Cada símbolo del código incluye dos caracteres de checksum.